# バッド・ティーチャー
『バッド・ティーチャー』（Bad Teacher）は、2011年のアメリカ合衆国のコメディ映画。元カップルであるキャメロン・ディアスとジャスティン・ティンバーレイクの共演が話題になった。
日本では当初『イケない先生』という邦題で2011年8月6日に公開される予定であったが、5月末に米ソニー･ピクチャーズが日本公開を急遽中止すると発表した。しかしその後、日活の配給により2012年5月19日に劇場公開された。

## ストーリー
結婚準備に忙しかったというエリザベスが1年間の教師を終えて彼の家に行くと彼の母親は先月16000ドル使ったから息子とは別れろという。エリザベスは結婚願望が強いが、バスケ選手たちはみな結婚を避け、妊娠させないように使用済みのコンドームも持ち帰った。元の学校に戻って中学一年生のクラスを担当する事になるが、金なし、夢なし、熱意なし。新学科初日から親の作ったクッキーもまずいといい、『落ちこぼれの天使たち』（Stand and Deliver）を見せて眠る。ジャガー・ルクルトの時計をしていて、これは祖父が作ったというイケメン代理教師のスコットが転任してきて、彼に一目惚れ。「女の幸せ=玉の輿」と独自の考えを持つ小悪魔教師は彼に気に入られるため豊胸手術を計画するが、9300ドルだという。洗車が儲かると知ると着服を画策。Ａを取れなきゃ返金すると保護者から集金。『食べて、祈って、恋をして』の本をプレゼントしたエイミーを好きだとスコットがいうと邪魔をする。共通テストで1位になると5700ドルもらえると聞いて『アラバマ物語』を課題にする。教委を騙して問題を入手して受賞。毒リンゴをエイミーにあげるが、不正を発見される。教委の男はハレンチ写真を見せられて証言を中止、エイミーもはめられる。スコットに言い寄られるが、拒否して、貧しい体育教師は「僕とつきあうと中身で選んだことになる」と求愛。

## キャスト
エリザベス・ハルジー
演 - キャメロン・ディアス
ジョン・アダムス中学の女性教師。玉の輿に乗るためならば手段を選ばない。
スコット・デラコート
演 - ジャスティン・ティンバーレイク
代理教師。母親の実家が有名時計ブランドの創業家。
ラッセル・ゲティス
演 - ジェイソン・シーゲル
体育教師。エリザベスに惹かれている。
エイミー・スクワレル
演 - ルーシー・パンチ
同僚教師。偽善者でエリザベスと敵対。スコットと付き合うようになる。
リン・デイヴィス
演 - フィリス・スミス
同僚教師。太った冴えない独身女性。
ウォリー・スナー
演 - ジョン・マイケル・ヒギンズ
校長。異常なまでのイルカ好き。
カーク
演 - エリック・ストーンストリート
エリザベスのルームメイト。

## 日本語吹替
| 役名                       | 俳優                           | 日本語吹替   | 日本語吹替 |
| 役名                       | 俳優                           | ソフト版     | 機内上映版 |
| -------------------------- | ------------------------------ | ------------ | ---------- |
| エリザベス・ハルジー       | キャメロン・ディアス           | 沢海陽子     | 林真理花   |
| スコット・デラコート       | ジャスティン・ティンバーレイク | 浪川大輔     |            |
| ラッセル・ゲティス         | ジェイソン・シーゲル           | 天田益男     | 咲野俊介   |
| エイミー・スクワレル       | ルーシー・パンチ               | うさみともこ |            |
| リン・デイヴィス           | フィリス・スミス               | 一龍斎貞友   |            |
| ウォリー・スナー           | ジョン・マイケル・ヒギンズ     | 里卓哉       |            |
| サーシャ・アバナシー       | ケイトリン・デヴァー           |              |            |
| チェイス・ルービン＝ロッシ | キャスリン・ニュートン         |              |            |
| メロディー                 | モリー・シャノン               |              |            |
| カーク                     | エリック・ストーンストリート   |              |            |
| トリスタン                 | ノア・マンク                   |              |            |
| スペンサー                 | フィニアス・オコネル           |              |            |
| カール・ハラビ             | トーマス・レノン               |              |            |
| マーク                     | ナット・ファクソン             |              |            |

- ソフト版吹替 - DVDに収録

その他声の出演 - 本田真之、河原実生、徳本英一郎、河合みのる、羽鳥健一、喜代原まり、一ノ瀬雅彦、藤野泰子、後藤友香里、市川美香、宮部聡志、則村初来
演出：中村光宏、翻訳：渡部亜紀、制作：AMG STUDIO
- 機内上映版吹替 - Netflixで配信

## 製作
2008年8月、コロンビア ピクチャーズがスタプニツキーとアイゼンバーグの草稿の権利を購入。2009年5月、ジェイク・カスダンが監督に雇われ、2009年12月、キャメロン・ディアスが主演に決まった。2010年3月、ジャスティン・ティンバーレイクの出演が決まり、同月下旬に撮影が開始された。

## 評価
本作に対する批評家の評価は割れている。映画のレビューを集積するウェブサイトRotten Tomatoesは171件のレビューを基に好意的な評価の割合を44%、評価の平均を5.2/10、批評家の総意を「有望なコンセプトとキャメロン・ディアスの魅力的な厚顔無恥の演技にもかかわらず、『バッド・ティーチャー』は決して本来あるべきほど面白くなることがない」としている。有力媒体の批評から100点満点の加重平均値を導くMetacriticは38件の批評を基に47の値を示している。CinemaScoreの調査によると、観客の評価の平均は「C+」だった。